# Удачино (Вологодская область)
Удачино — деревня в Великоустюгском районе Вологодской области.
Входит в состав Верхневарженского сельского поселения, с точки зрения административно-территориального деления — в Верхневарженский сельсовет.
Расстояние по автодороге до районного центра Великого Устюга — 68 км, до центра муниципального образования Мякинницыно — 3 км. Ближайшие населённые пункты — Насоново, Митихино, Макарово, Антушево, Стрюково, Малиново.
По переписи 2002 года население — 27 человек (13 мужчин, 14 женщин). Всё население — русские.